# Progressione del record mondiale dei 2000 metri piani maschili

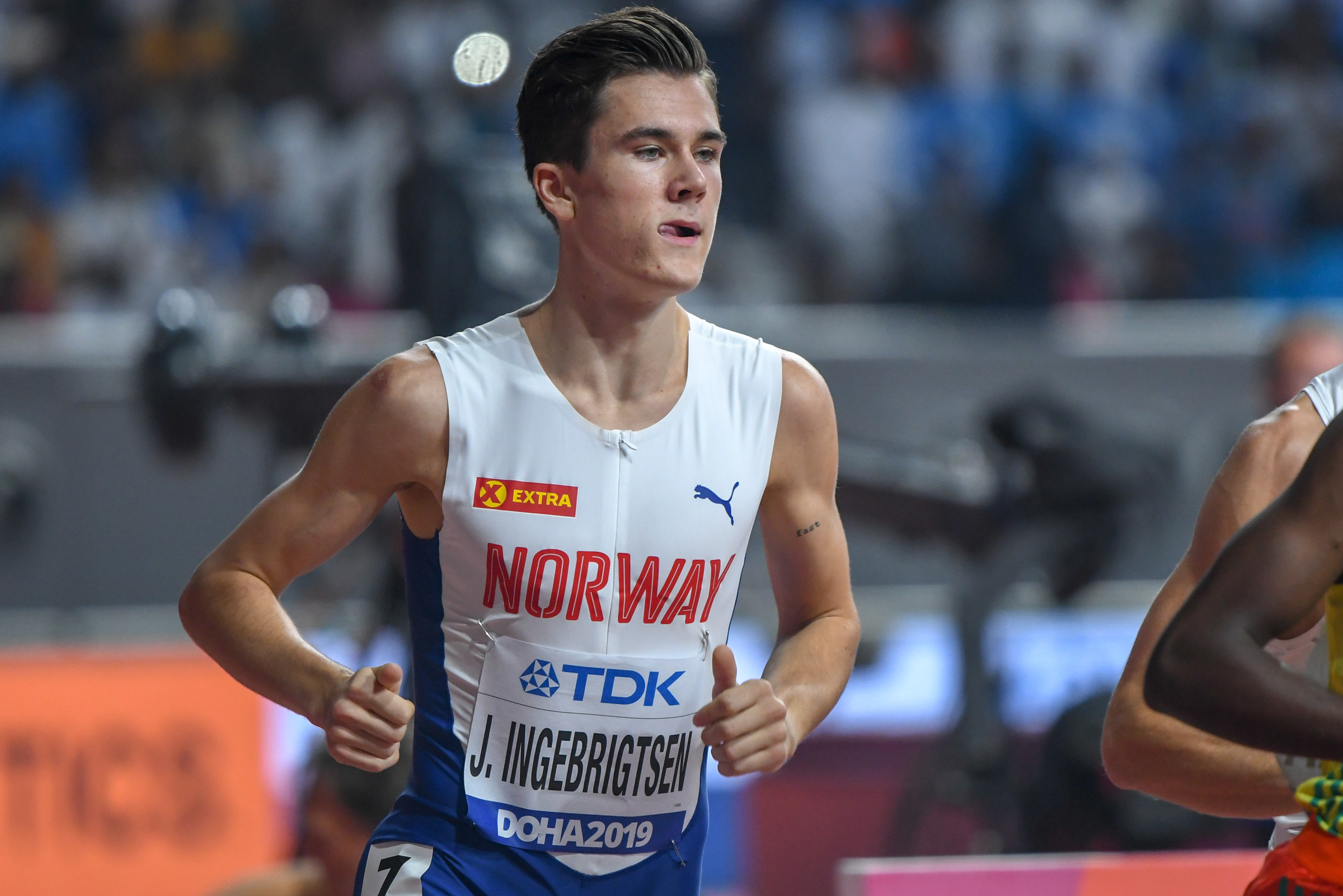
Jakob Ingebrigtsen, detentore del record mondiale della specialità

La voce seguente illustra la progressione del record mondiale dei 2000 metri piani maschili di atletica leggera.
Il primo record mondiale maschile venne riconosciuto dalla federazione internazionale di atletica leggera nel 1918. Ad oggi, la World Athletics ha ratificato ufficialmente 22 record mondiali di specialità.

## Progressione
| Tempo    | Atleta             | Nazione        | Luogo                          | Data              | Note  |
| -------- | ------------------ | -------------- | ------------------------------ | ----------------- | ----- |
| 5'30"4 m | John Zander        | Svezia         | Stoccolma, Svezia              | 16 giugno 1918    |       |
| 5'26"4 m | Paavo Nurmi        | Finlandia      | Tampere, Finlandia             | 4 settembre 1922  |       |
| 5'26"0 m | Edvin Wide         | Svezia         | Stoccolma, Svezia              | 11 giugno 1925    |       |
| 5'24"6 m | Paavo Nurmi        | Finlandia      | Kuopio, Finlandia              | 18 giugno 1927    |       |
| 5'23"4 m | Eino Purje         | Finlandia      | Viipuri, Finlandia             | 9 agosto 1927     |       |
| 5'21"8 m | Jules Ladoumègue   | Francia        | Parigi, Francia                | 2 luglio 1931     |       |
| 5'20"4 m | Miklós Szabó       | Ungheria       | Budapest, Ungheria             | 4 ottobre 1936    |       |
| 5'18"4 m | Henry Jonsson      | Svezia         | Stoccolma, Svezia              | 2 luglio 1937     |       |
| 5'16"8 m | Archie San Romani  | Stati Uniti    | Helsinki, Finlandia            | 26 agosto 1937    |       |
| 5'16"4 m | Gunder Hägg        | Svezia         | Malmö, Svezia                  | 21 luglio 1942    |       |
| 5'11"8 m | Gunder Hägg        | Svezia         | Östersund, Svezia              | 23 agosto 1942    |       |
| 5'07"0 m | Gaston Reiff       | Belgio         | Bruxelles, Belgio              | 29 settembre 1948 |       |
| 5'02"2 m | István Rózsavölgyi | Ungheria       | Budapest, Ungheria             | 2 ottobre 1955    |       |
| 5'01"6 m | Michel Jazy        | Francia        | Parigi, Francia                | 14 giugno 1962    |       |
| 5'01"1 m | Josef Odložil      | Cecoslovacchia | Stará Boleslav, Cecoslovacchia | 8 settembre 1965  |       |
| 4'57"8 m | Harald Norpoth     | Germania Ovest | Hagen, Germania Ovest          | 10 settembre 1966 |       |
| 4'56"2 m | Michel Jazy        | Francia        | Saint-Maur, Francia            | 12 ottobre 1966   |       |
| 4'51"4 m | John Walker        | Nuova Zelanda  | Oslo, Norvegia                 | 30 giugno 1976    | [ 2 ] |
| 4'51"39  | Steve Cram         | Regno Unito    | Budapest, Ungheria             | 4 agosto 1985     |       |
| 4'50"81  | Saïd Aouita        | Marocco        | Parigi, Francia                | 16 luglio 1987    |       |
| 4'47"88  | Noureddine Morceli | Algeria        | Parigi, Francia                | 3 luglio 1995     |       |
| 4'44"79  | Hicham El Guerrouj | Marocco        | Berlino, Germania              | 7 settembre 1999  |       |
| 4'43"13  | Jakob Ingebrigtsen | Norvegia       | Bruxelles, Belgio              | 9 settembre 2023  |       |